# بودربالة جماعة أيت بوبيدمان

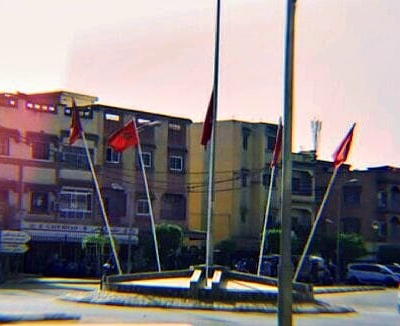
مركز بودربالة إقليم الحاجب

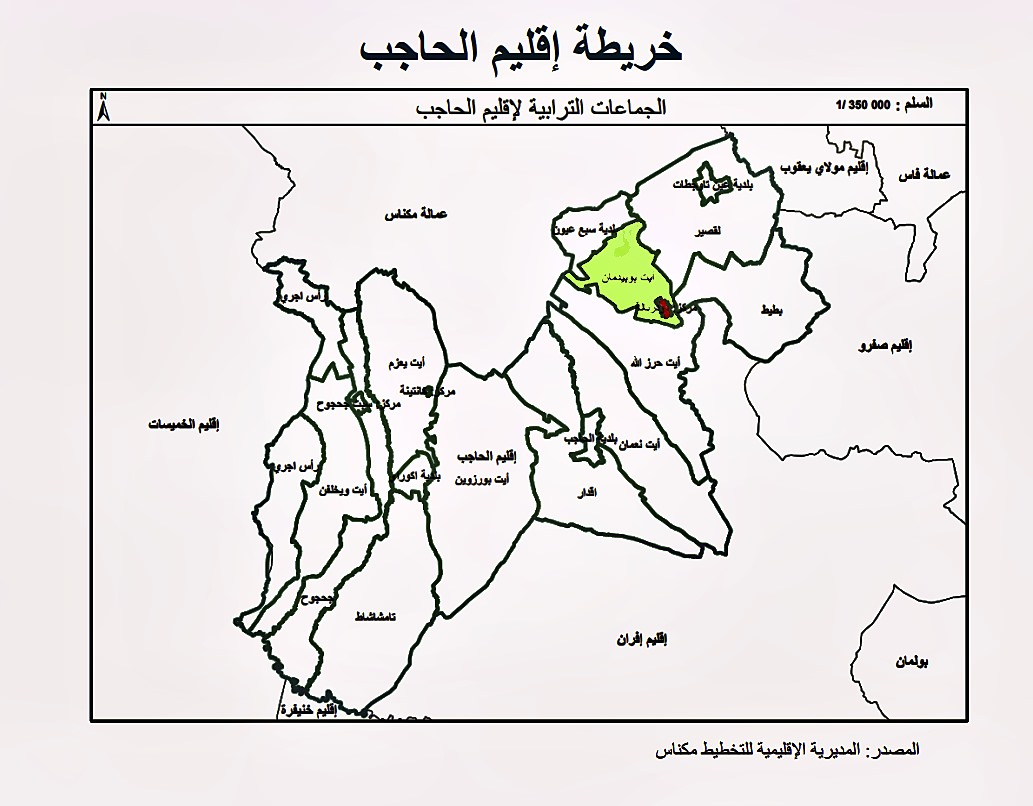
خريطة إقليم الحاجب بودربالة ايت بويدمان

بودربالة هو مركز قروي، ينتمي إلى الجماعة الترابية القروية أيت بوبيدمان .

## الموقع
يوجد المركز القروي بودربالة في تقاطع الطريق الجهوية رقم 716 والإقليمية رقم 7040، يحدها غربا مدينة الحاجب على بعد   16 كيلومترا و شرقا مدينة عين تاوجطات على بعد  حوالي 16 كلم أيضا

## السكان
عدد سكان   مركز بودربالة  هو : 9077   نسمة و هي جزء من جماعة أيت بوبيدمان  التي تضم 501 19 نسمة ، حسب إحصاء  سنة 2014 

## الاقتصاد

### الفلاحة
أغلب الفئة النشيطة يشتغلون في الفلاحة،  خاصة زراعة البطاطيس و البصل ، كما يوجد بها يد عاملة فلاحية تَقدم من جل أقاليم المملكة طيلة السنة للاشتغال في الضيعات والمزارع الفلاحية المتواجدة في المنطقة 

### السياحة
يقام في مركز بودربلة "مهرجان آيت بوبيدمان للتبوريدة"و قد وصل إلى النسخة الثانية ، و قد نظمت ما بين 18 و20 نونبر 2022 بمشاركة 41 “سربة”و تجاوز عدد الفرسان المشاركين 500 فارس ينحدرون من مختلف مناطق وأقاليم جهة فاس مكناس.